# Borovitsa (vattendrag)
Borovitsa (bulgariska: Боровица) är ett vattendrag i Bulgarien.   Det ligger i regionen Kărdzjali, i den centrala delen av landet, 200 km sydost om huvudstaden Sofia.